# Tulcea megye községeinek listája

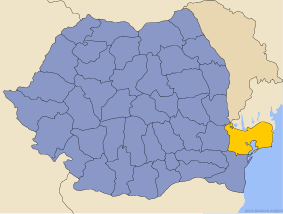
Constanța megye elhelyezkedése Romániában

Ez a lista  Tulcea megye községeit sorolja fel ábécésorrendben.
| Név                        | Terület (km²) | Lakosság 2011-ben (fő) | Községközpont       | Beosztott falvak                                                    |
| -------------------------- | ------------- | ---------------------- | ------------------- | ------------------------------------------------------------------- |
| Baia község                | 198,29        | 4758                   | Baia                | Camena, Caugagia, Ceamurlia de Sus, Panduru                         |
| Beidaud község             | 127,99        | 1608                   | Beidaud             | Neatârnarea, Sarighiol de Deal                                      |
| Beștepe község             | 64,23         | 1667                   | Beștepe             | Băltenii de Jos, Băltenii de Sus                                    |
| C.A. Rosetti község        | 266,36        | 910                    | C.A. Rosetti        | Cardon, Letea, Periprava, Sfiștofca                                 |
| Carcaliu község            | 29,48         | 2457                   | Carcaliu            | –                                                                   |
| Casimcea község            | 204,47        | 3976                   | Casimcea            | Cișmeaua Nouă, Corugea, Haidar, Rahman, Războieni, Stânca           |
| Ceamurlia de Jos község    | 119,43        | 2163                   | Ceamurlia de Jos    | Lunca                                                               |
| Ceatalchioi község         | 80,47         | 593                    | Ceatalchioi         | Pătlăgeanca, Plauru, Sălceni                                        |
| Cerna község               | 221,65        | 3529                   | Cerna               | General Praporgescu, Mircea Vodă, Traian                            |
| Chilia Veche község        | 533,58        | 2132                   | Chilia Veche        | Câșlița, Ostrovu Tătaru, Tatanir                                    |
| Ciucurova község           | 151,65        | 1977                   | Ciucurova           | Atmagea, Fântâna Mare                                               |
| Crișan község              | 380,70        | 1228                   | Crișan              | Caraorman, Mila 23                                                  |
| Dăeni község               | 42,00         | 2016                   | Dăeni               | –                                                                   |
| Dorobanțu község           | 118,79        | 1429                   | Dorobanțu           | Ardealu, Cârjelari, Fântâna Oilor, Meșteru                          |
| Frecăței község            | 48,29         | 3426                   | Frecăței            | Cataloi, Poșta, Telița                                              |
| Greci község               | 87,52         | 5117                   | Greci               | –                                                                   |
| Grindu község              | 117,49        | 1356                   | Grindu              | –                                                                   |
| Hamcearca község           | 198,29        | 1414                   | Hamcearca           | Balabancea, Căprioara, Nifon                                        |
| Horia község               | 42,00         | 1248                   | Horia               | Cloșca, Florești                                                    |
| I.C. Brătianu község       | 48,77         | 1187                   | I.C. Brătianu       | –                                                                   |
| Izvoarele község           | 52,37         | 2049                   | Izvoarele           | Alba, Iulia                                                         |
| Jijila község              | 130,36        | 5312                   | Jijila              | Garvăn                                                              |
| Jurilovca község           | 299,87        | 3935                   | Jurilovca           | Sălcioara, Vișina                                                   |
| Luncavița község           | 133,87        | 4244                   | Luncavița           | Rachelu                                                             |
| Mahmudia község            | 73,12         | 2341                   | Mahmudia            | –                                                                   |
| Maliuc község              | 263,72        | 856                    | Maliuc              | Gorgova, Ilganii de Sus, Partizani, Vulturu                         |
| Bravu község               | 73,47         | 2356                   | Mihai Bravu         | Satu Nou, Turda                                                     |
| Mihail Kogălniceanu község | 140,16        | 2735                   | Mihail Kogălniceanu | Lăstuni, Rândunica                                                  |
| Murighiol község           | 844,21        | 3217                   | Murighiol           | Colina, Dunavățu de Jos, Dunavățu de Sus, Plopul, Sarinasuf, Uzlina |
| Nalbant község             | 119,43        | 2522                   | Nalbant             | Nicolae Bălcescu, Trestenic                                         |
| Niculițel község           | 93,67         | 4297                   | Niculițel           | –                                                                   |
| Nufăru község              | 57,67         | 2273                   | Nufăru              | Ilganii de Jos, Malcoci, Victoria                                   |
| Ostrov község              | 118,79        | 1925                   | Ostrov              | Piatra                                                              |
| Pardina község             | 311,41        | 527                    | Pardina             | –                                                                   |
| Peceneaga község           | 55,51         | 1569                   | Peceneaga           | –                                                                   |
| Sarichioi község           | 282,38        | 5856                   | Sarichioi           | Enisala, Sabangia, Zebil, Visterna                                  |
| Sfântu Gheorghe község     | 605,76        | 971                    | Sfântu Gheorghe     | –                                                                   |
| Slava Cercheză község      | 106,25        | 1666                   | Slava Cercheză      | Slava Rusă                                                          |
| Smârdan község             | 130,36        | 1077                   | Smârdan             | –                                                                   |
| Somova község              | 144,98        | 4388                   | Somova              | Mineri, Parcheș                                                     |
| Stejaru község             | 48,29         | 1570                   | Stejaru             | Mina Altân Tepe, Vasile Alecsandri                                  |
| Topolog község             | 198,29        | 4698                   | Topolog             | Calfa, Cerbu, Făgărașu Nou, Luminița, Măgurele, Sâmbăta Nouă        |
| Turcoaia község            | 56,51         | 3187                   | Turcoaia            | –                                                                   |
| Valea Nucarilor község     | 155,06        | 3266                   | Valea Nucarilor     | Agighiol, Iazurile                                                  |
| Valea Teilor község        | 15,28         | 1447                   | Valea Teilor        | –                                                                   |
| Văcăreni község            | 53,27         | 2201                   | Văcăreni            | –                                                                   |